# Манежный переулок (Санкт-Петербург)
Мане́жный переу́лок  — переулок в Центральном районе Санкт-Петербурга. Проходит от Преображенской площади до улицы Восстания.

## История
Известен с 1780-х годов как 1-я Рота Преображенского полка. В 1800-х годах получает название 1-й Спасский переулок. 7 марта 1858 года получает своё нынешнее название. Согласно другим источникам переулок также носил название Графского (согласно карте Петербурга 1828 года), а его современное название восходит к существовавшему на Преображенской площади зданию манежа в полковом дворе 1-й лейб-гвардии артиллерийской бригады Преображенского полка.

## Здания и сооружения
- Дом 1 — Дом Часовникова (архитекторы З. Ф. Краснопевков, Е. Гутман, 1838, 1848);
- Дом 6 — доходный дом (архитектор А. Ф. Занфтлебен, 1859—1861);
- Дом 7 — доходный дом И. Шаблыкина (архитектор Ф. И. Браун, 1837);
- Дом 10 — доходный дом (архитектор В. М. Карлович, 1878);
- Дом 12 — доходный дом М. М. Рянгина (архитектор М. А. Андреев, 1882);
- Дом 14 — Казармы нижних чинов жандармского дивизиона (архитектор Р. Б. Бернгард, 1857—1858);
- Дом 19 — доходный дом А. Е. Смирнова (архитектор П. И. Шестов, 1880).

## Организации
- Дом 1/4 — Паромный центр
- Дом 7 — ГДОУ № 39 Центрального района для детей с нарушением речи
- Дом 14 — «СЕВЗАПРЫБВОД», Северо-Западное бассейновое управление

## Транспорт
- Станции метро: «Чернышевская» (160 м)

## Пересечения
С запада на восток:
- Преображенская площадь
- переулок Радищева
- улица Маяковского
- улица Восстания

## Интересные факты
- Дом 2 по Манежному переулку фактически находится отдельно от самого переулка (на западной стороне Преображенской площади). С этой точки зрения, можно сказать, что переулок пересекается также с улицей Рылеева.
- В доме 2 с 1912 по 1915 годы жила Елизавета Юрьевна Кузьмина-Караваева, о чём свидетельствует памятная доска (на илл.).